# Piraten in Indische wateren
Piraten in Indische wateren (Frans: Pirates en mer des Indes) is het 26e album uit de Belgische stripreeks Roodbaard, naar een scenario van Jean-Michel Charlier en Jean Ollivier, en getekend door Christian Gaty. Het stripalbum werd in 1991 uitgebracht. Dit was het eerste album dat verscheen onder de nieuwe serienaam De nieuwe avonturen van Roodbaard.

## Het verhaal
De Zwarte Valk, het schip van Roodbaard en Erik heeft haar jachtterrein verplaatst naar de Indische Oceaan. Als kaper van de koning wordt jacht gemaakt op Engelse schepen. Wanneer ze het veroverde koopvaardijschip Exeter afleveren in Pondichéri worden ze ontboden bij de Franse gouverneur Joseph François Dupleix. Het blijkt dat alle Franse schepen richting het eiland Bourbon (het huidige Réunion) worden onderschept. De mannen van de Zwarte Valk moeten de zeerovers opsporen en vernietigen. Door de Exeter als lokaas te gebruiken kan de Zwarte Valk de zeerovers in de pan hakken. Ze ontdekken dat de rovers worden gesteund door de Engelsen en zetten koers naar het hoofdkwartier van de zeerovers in Jaffna op Ceylon (het huidige Sri Lanka). Ze vangen de Engelse commandant John Duncan en ontdekken dat de secretaris van gouverneur Dupleix in dienst van de Engelsen is.